# Hugo González Muñoz
Hugo González Muñoz (Santiago, Chile, 11 de marzo de 1963) es un exfutbolista defensivo y entrenador interino de Colo-Colo.

## Biografía
Sus comienzos fueron en la segunda infantil de Colo-Colo. Debutó profesionalmente en 1984 en Santiago Wanderers de Chile, equipo en el que actuó en calidad de préstamo. Fue campeón con Cobreloa en el Campeonato Nacional de 1992. Se retiró en Magallanes en 1998. 
Actualmente, es técnico de las divisiones inferiores de Colo-Colo asumiendo como director técnico interino el día 14 de marzo de 2013 del cuadro albo tras la salida de Omar Labruna.

## Selección nacional
Por la Selección chilena, jugó 24 partidos internacional entre 1988 y 1993. Formó parte de las nóminas para las Eliminatorias Sudamericanas 1990 y la Copa América 1989.

### Participaciones en Copa América
| Torneo            | Sede   | Resultado     |
| ----------------- | ------ | ------------- |
| Copa América 1989 | Brasil | Primera ronda |

### Participación en Eliminatorias Sudamericanas
| Eliminatorias                    | Equipo            | Resultado     |
| -------------------------------- | ----------------- | ------------- |
| Eliminatorias Sudamericanas 1990 | Selección chilena | Descalificado |

## Clubes

### Como jugador
| Club                | País   | Año       |
| ------------------- | ------ | --------- |
| Santiago Wanderers  | Chile  | 1984      |
| Colo-Colo           | Chile  | 1985-1989 |
| Cruz Azul           | México | 1990-1991 |
| Cobreloa            | Chile  | 1992-1993 |
| Colo-Colo           | Chile  | 1994      |
| Deportes Concepción | Chile  | 1995      |
| Magallanes          | Chile  | 1996-1998 |

### Como entrenador
| Club                 | País  | Año       | PJ | PG | PE | PP | Efectividad |
| -------------------- | ----- | --------- | -- | -- | -- | -- | ----------- |
| Colo Colo sub-19     | Chile | 2008-2013 | ?  | ?  | ?  | ?  | ?           |
| Colo Colo            | Chile | 2013      | 10 | 3  | 2  | 5  | 36.66%      |
| Colo Colo sub-19     | Chile | 2013-2016 | ?  | ?  | ?  | ?  | ?           |
| Colo Colo (interino) | Chile | 2016      | 2  | 1  | 1  | 0  | 66.66%      |

## Palmarés

### Campeonatos nacionales
| Título           | Club      | País  | Año  |
| ---------------- | --------- | ----- | ---- |
| Copa Chile       | Colo-Colo | Chile | 1985 |
| Primera División | Colo-Colo | Chile | 1986 |
| Copa Chile       | Colo-Colo | Chile | 1988 |
| Copa Chile       | Colo-Colo | Chile | 1989 |
| Primera División | Colo-Colo | Chile | 1989 |
| Primera División | Cobreloa  | Chile | 1992 |
| Copa Chile       | Colo-Colo | Chile | 1994 |